# Transports en Colombie

Routes dupliquées en Colombie (en rouge).

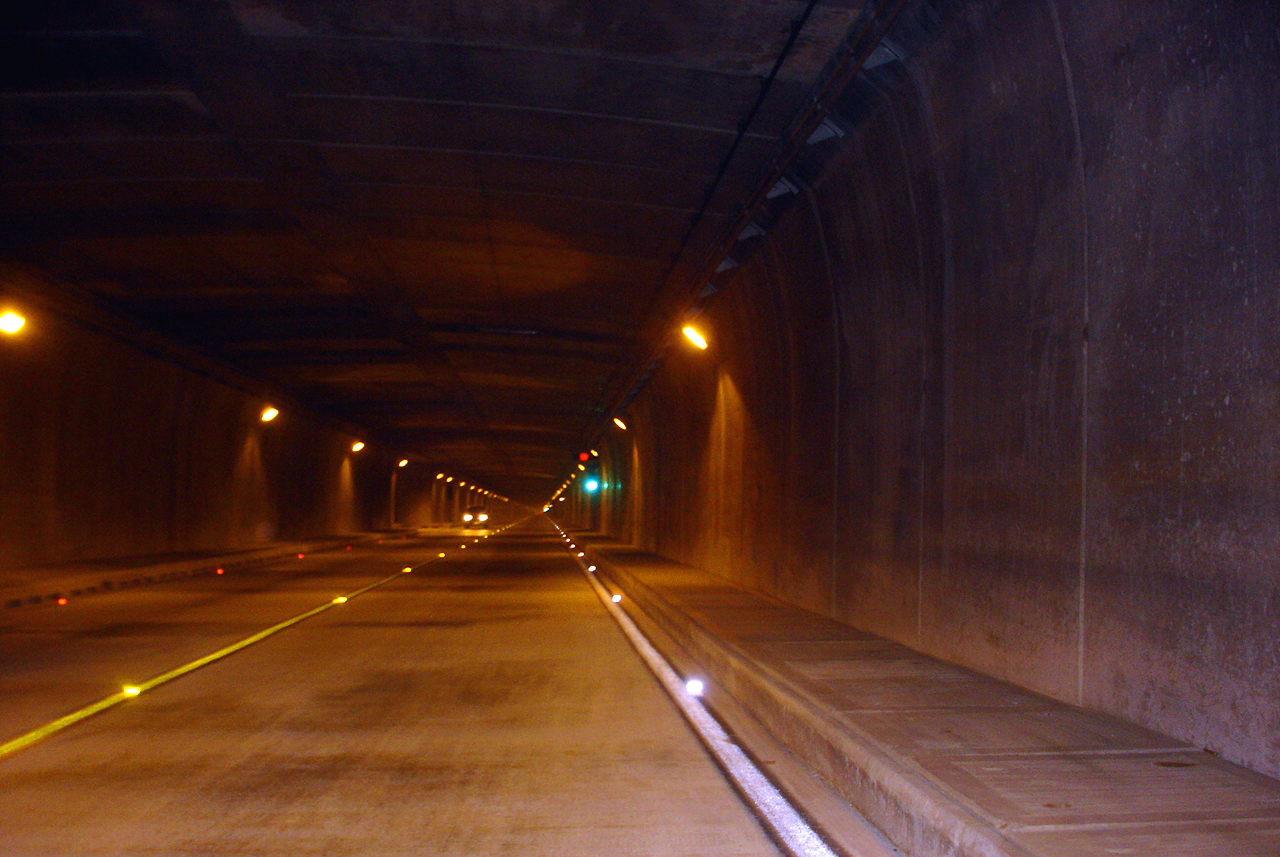
Tunnel à Antioquia.

Les transports en Colombie sont régulés par le ministère des Transports. La route est le principal moyen de transport, presque 70 % du transport de marchandises est fait par la route, contre 27 % par le rail, 3 % par transport fluvial et 1 % par les airs. Pourtant, la Colombie possède l'un des taux les plus bas de routes par habitant d'Amérique latine. Le seul moyen de transport dans 60 % du pays est le transport fluvial, mais les groupes de guérilleros contrôlent les voies navigables dans le sud et le sud-est.

## Histoire

### Période pré-coloniale

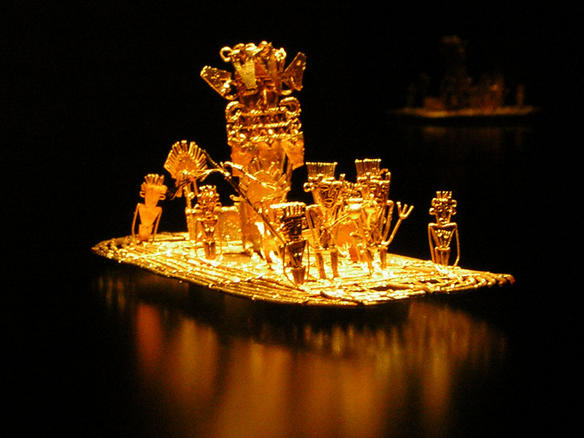
Radeau en or, culture Chibcha.

Les peuples indigènes de Colombie (en) utilisaient et pour certains continuer d'utiliser les cours d'eau comme voies de transport en utilisant des radeaux ou des canoës.

### Période coloniale
Lors de l'arrivée des Européens, les conquistadors espagnols introduisirent la mule, l'âne et le cheval (qui évolua en Paso Fino), et les utilisèrent dans les ranchs plus tard durant la colonisation. Les chevaux contribuèrent grandement au transport des conquérants et colonisateurs espagnols. Ils introduisirent également la roue et apportèrent des charrettes pour faciliter leurs transports. Les espagnols développèrent les premières routes, de façon rudimentaire et pour la plupart dans la région caribéenne. En raison de la topographie de la Colombie, les communications entre régions étaient difficiles et affectèrent l'efficacité du gouvernement central, laissant certaines régions isolées. La navigation maritime se développa localement après que l'Espagne ait levé les restrictions sur les ports de l'empire colonial espagnol, introduisant le mercantilisme. Les espagnols transportèrent également des esclaves africains et firent migrer de force beaucoup de tribus indigènes à travers la Colombie. 

### Après l'indépendance
Avec l'indépendance et l'influence de la révolution industrielle européenne, le moyen de transport dominant devient la navigation, principalement via le Río Magdalena qui connecte la capitale Bogota, à l'intérieur du pays, avec Barranquilla, au bord de la mer des Caraïbes, afin de commercer avec les États-Unis et l'Europe. Cela apporta également une grande vague d'immigrants depuis les pays de l'Europe et du Moyen-Orient. Le processus d'industrialisation et de développement du transport fut affecté par les guerres civiles qui éclatèrent après l'indépendance et continuèrent tout au long des XIXe et XXe siècles. 

### Standardisation

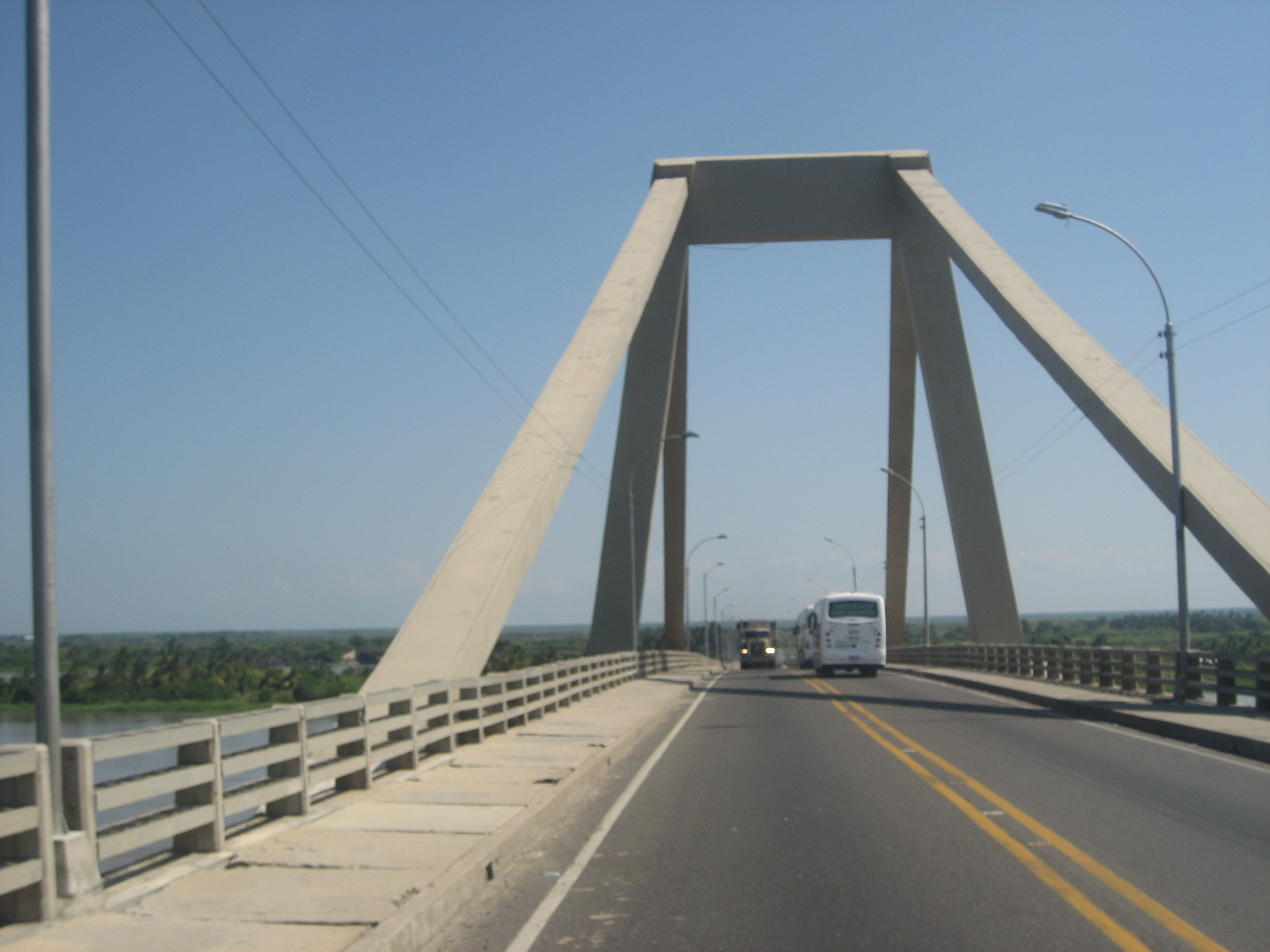
Le pont Pumarejo, à Barranquilla. Il sert à traverser le Río Magdalena entre les départements d'Atlántico et Magdalena. C'est également l'un des plus anciens ponts de Colombie.

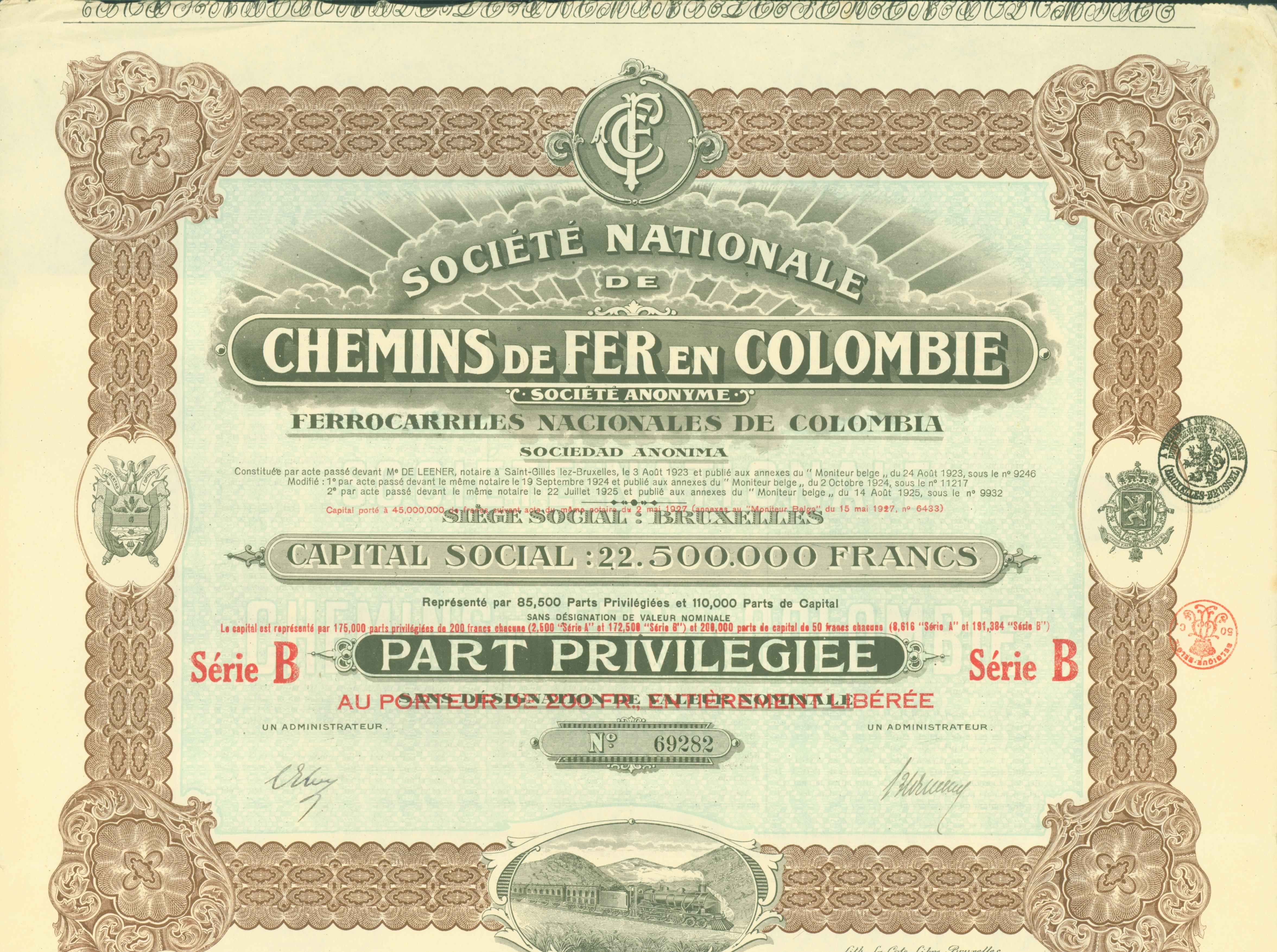
Part Privilegiee des Ferrocarriles Nacionales de Colombia en 1927

À la fin du XIXe siècle, les compagnies européennes et américaines introduisirent le rail pour transporter vers les ports la production locale pour l'import et l'export. Des bateaux à vapeur commencèrent à transporter les immigrants et les marchandises venus d'Europe et des États-Unis sur le Río Magdalena. 
Le ministère des Transports fut créé en 1905 durant la présidence de Rafael Reyes Prieto sous le nom de  Ministerio de Obras Públicas y Transporte (ministère des Travaux publics et du Transport) avec la fonction principale de s'occuper des actifs nationaux, incluant mines, pétrole, brevets, marques commerciales, voies ferrées, routes, ponts, bâtiments nationaux et terres non possédées.
Au début du XXe siècle, la maintenance des routes et autoroutes et la régulation des constructions furent établis. Les rivières furent nettoyées, draguées et canalisées et l'industrie de navigation fut organisée. Les districts de travaux publics furent créés, ainsi que les Ferrocarriles Nacionales de Colombia (en) (Voies ferrées nationales de Colombie). Parmi les autres projets développés figurent les aqueducs de Bogota, le barrage de La Regadera et l'usine de traitement des eaux de Vitelma. Le ministère créa également l'Instituto Nacional de Tránsito (en) (INTRA, en français : Institut National du Transit), et fut responsable du premier plan national des routes avec le soutien de nombreuses compagnies multinationales de construction étrangères.
L'aviation naquit à Barranquilla avec la création de la compagnie aérienne SCADTA en 1919, une coentreprise à capitaux colombiens et allemands qui délivrait le courrier aux principales villes de Colombie et plus tard fusionna avec SACO (en) pour former Avianca.

## Infrastructures

### Transport routier

Principales routes de Colombie.

Les estimations de la longueur totale du réseau routier colombien en 2004 vont de 115 000 à 145 000 km, dont moins de 15 % sont pavées. Toutefois d'après le rapport de 2005 du gouvernement colombien, le réseau routier totalise 163 000 km, 68 % étant pavés et en bon état. L'augmentation pourrait refléter de nouvelles constructions de routes. 
Le président Álvaro Uribe a souhaité paver plus de 2 500 km de routes durant son mandat, et environ 5 000 km de nouvelles routes secondaires ont été construites durant la période 2003–2006. Malgré de sérieux obstacles sur le terrain, près des trois quarts des marchandises sont transportées par la route, soit 105 251 tonnes en 2005.
Les autoroutes sont gérées par le ministère des Transports à travers l'Instituto Nacional de Vias (en) (INVIAS). La sécurité des autoroutes est assurée par la police des autoroutes (en), une unité de la police nationale colombienne. La Colombie est traversée par la route panaméricaine.

### Transport ferroviaire

Voies ferrées de Colombie.

La Colombie possède 3 034 km de voies ferrées, dont 150 d'un écartement de 1 435 mm et 3 154 d'un écartement de 914. Cependant, seuls 2 611 km sont encore utilisés. Le transport ferroviaire reste peu développé en Colombie. 
Le réseau ferré national, autrefois le principal mode de transport de fret du pays, a été négligé en faveur du développement du réseau routier et ne représente désormais qu'environ un quart du transport de fret. L'usage du transport de passager a été suspendu en 1992 et reprit à la fin des années 1990. Toutefois, moins de 165 000 transports de passagers furent effectués en 1999 et seulement 160 130 en 2005, alors que ce chiffre était de 5 millions en 1972. 
De courtes sections de voies, principalement l'axe Bogotá-Atlantique, sont utilisées pour transporter des marchandises, surtout de la houille, vers les ports des Caraïbes ou du Pacifique. En 2005, un total de 27,5 millions de tonnes de marchandises ont été transportées par le rail. Bien que le réseau national connecte sept des dix principales villes du pays, il est peu utilisé pour des raisons de sécurité, de manque de maintenance et de la concurrence du transport routier. 
De 2004 à 2006, environ 2 000 km de lignes ferroviaires du pays furent restaurées. Cette mise à niveau concerna deux projets principaux : les 1 484 km reliant Bogotá à la côte caribéenne et les 499 km reliant la ville industrielle de Cali et la zone de culture de café alentour au port de Buenaventura.

### Transport maritime et fluvial

Cours d'eau de Colombie.

Les ports représentent 80 % du fret international. En 2005, un total de 105 251 tonnes de marchandises furent transportées par mer. Les terminaux portuaires les plus importants de Colombie sont Barranquilla, Carthagène des Indes et Santa Marta sur la côte caribéenne et Buenaventura et Tumaco sur la côte pacifique. 
Les exportations sont principalement effectuées par les ports caribéens de Carthagène et Santa Marta, tandis que 65 % des importations arrivent au port de Buenaventura. Les autres ports importants sont Bahía de Portete, Leticia, San Andrés et Turbo. Depuis que la privatisation fut décidée en 1993, l'efficacité s'est considérablement améliorée. Des projets sont à l'étude pour développer un port en eau profonde à Bahía Solano.
Les principales voies fluviales du pays totalisent environ 18 200 km, dont 11 000 km sont navigables pour les bateaux. Moyen de transport bien développé et important à la fois pour le transport des marchandises et des passagers, les voies navigables intérieures véhiculent annuellement environ 3,8 millions de tonnes de fret et plus de 5,5 millions de passagers. Les voies principales sont le système Magdalena–Cauca, navigable sur 1 500 km, l'Atrato, navigable sur 687 km, l'Orénoque et plus de cinq de ses affluents, totalisant plus de 4 000 km de navigation potentielle (principalement vers le Venezuela), et le système amazonien, qui avec quatre fleuves principaux totalise 3 000 km de voies navigables (principalement vers le Brésil). 
Le gouvernement envisage un ambitieux programme pour utiliser plus pleinement les rivières principales à des fins de transport. De plus, la brigade fluviale de la marine patrouille les voies navigables plus agressivement pour établir la sécurité des transports fluviaux dans les régions les plus reculées du sud et de l'est du pays qui sont contrôlées par les groupes rebelles.
La marine marchande totalise 17 navires de 1 000 tonneaux ou plus, dont quatre vraquiers, treize cargos, un porte-conteneurs, un gazier et trois tankers. La Colombie a également sept navires enregistrés dans d'autres pays (deux à Antigua-et-Barbuda et cinq au Panama).

### Transport aérien

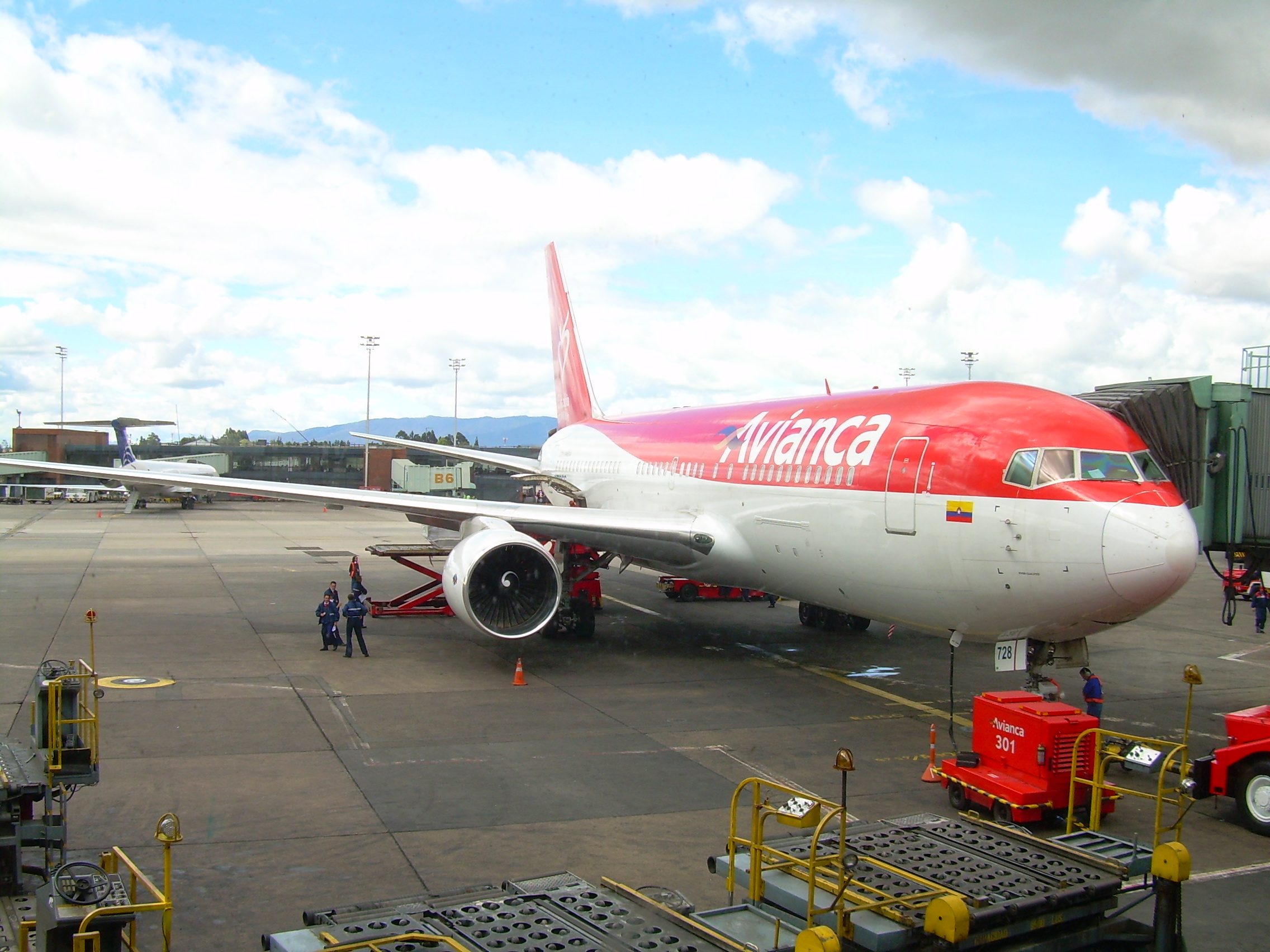
Un Boeing 767 d'Avianca garé au terminal d'El Dorado.

Tous les aéroports publics de Colombie sont gérés et contrôlés par l'Unidad Administrativa Especial de Aeronáutica Civil. Les douanes et les services d'immigration sont pris en charge par le Departamento Administrativo de Seguridad (DAS).
La Colombie possède un réseau de lignes aériennes bien développé et un total estimé de 984 aéroports, dont 100 ont des pistes goudronnées, ainsi que deux héliports. Parmi les 74 principaux, 20 peuvent accueillir des avions à réaction. Deux aéroports ont des pistes de plus de 3 047 mètres, neuf de 2 438 à 3 047 mètres, 39 de 1 524 à 2 437 mètres, 38 de 914 à 1 523 mètres, 12 de moins de 914 mètres, et 880 ont des pistes non goudronnées. 
Le gouvernement a vendu ses parts des aéroports locaux pour permettre leur privatisation. Le pays possède 40 aéroports régionaux et les villes de Bogota, Medellín, Cali, Barranquilla, Bucaramanga, Carthagène des Indes, Cúcuta, Leticia, Pereira, San Andrés et Santa Marta ont un aéroport international. L'aéroport international El Dorado à Bogotá assure annuellement le transit de 350 millions de tonnes de fret et 8 millions de passagers, ce qui en fait le plus grand d'Amérique latine pour ce qui du transport de marchandises et le troisième pour le nombre de passagers.

### Transports urbains

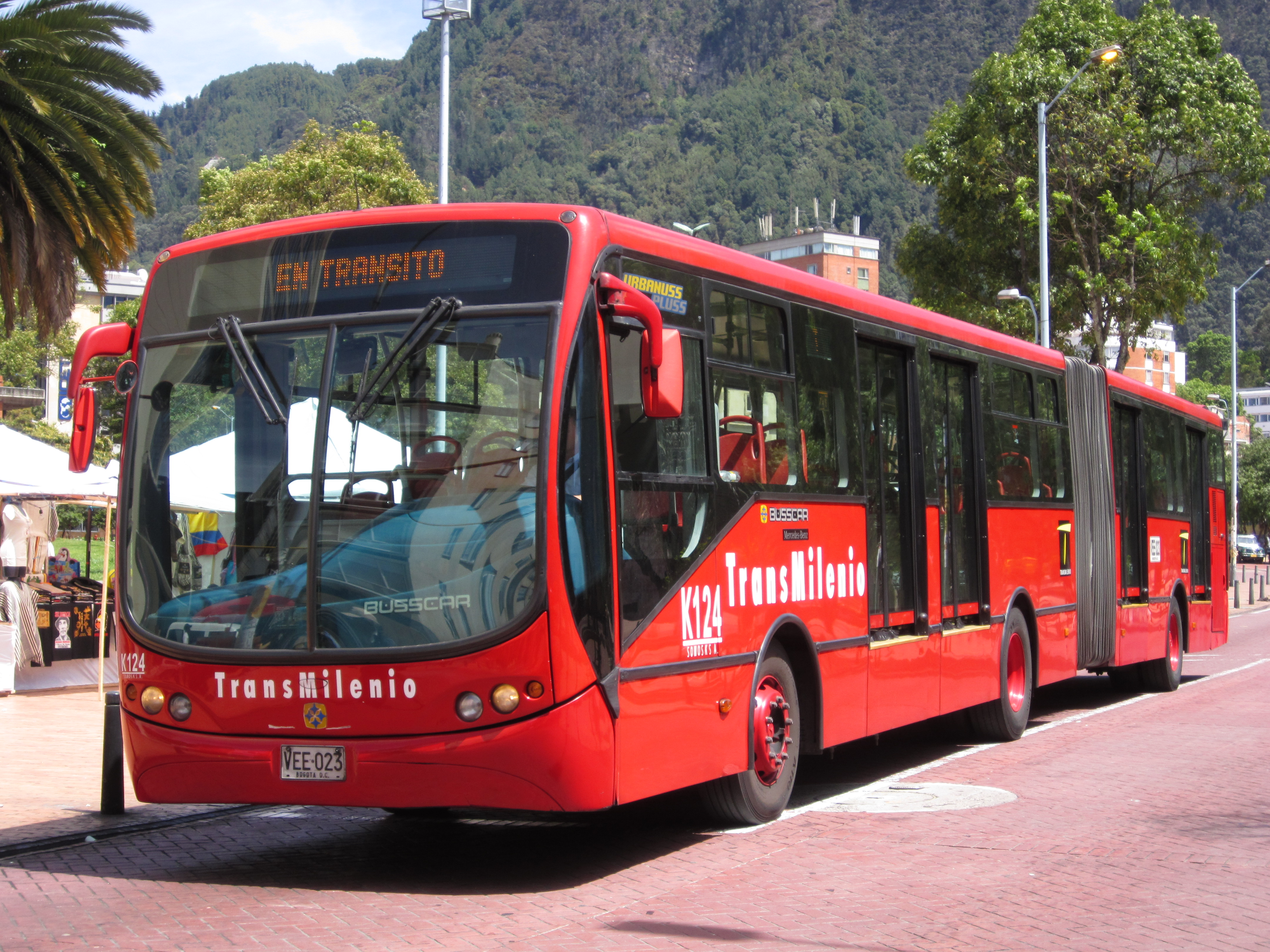
Bus du TransMilenio, à Bogota.

Des systèmes de transport urbain ont été développés à Bogotá, Medellín, Barranquilla et Cali. 
La congestion du trafic à Bogotá a été grandement exacerbée par l'absence de transport ferroviaire. Toutefois, ce problème a été quelque peu résolu par le développement du système de bus rapides TransMilenio et la restriction de circulation des véhicules par un système de rotation journalière basée sur les numéros d'immatriculation. Le système de Bogotá consiste en un service de bus et de minibus par une entreprise à la fois privée et publique. 
Depuis 1995 Medellín s'est doté d'un réseau ferré urbain, le métro de Medellín, également connecté aux villes d'Itagüí, Envigado et Bello. Le Metrocable fut créé en supplément en 2004 pour relier certains des quartiers montagneux les plus pauvres de Medellín avec le métro. 
Un système de bus rapides appelé Transmetro, similaire au TransMilenio de Bogotá, fut initié à Barranquilla en 2007 et est pleinement opérationnel depuis fin 2010, tandis que le Masivo Integrado de Occidente ou MIO à Cali a été initié en 2008 et a ouvert en 2009.

### Pipelines

Carte des pipelines colombiens

La Colombie possède 4 350 km de gazoducs, 6 134 km d'oléoducs, et 3 140 km de pipelines destinés aux produits raffinés. Le pays a cinq oléoducs majeurs, dont quatre sont connectés au terminal d'exportation caribéen de Coveñas. Depuis au moins septembre 2005, les États-Unis ont financé les efforts pour protéger un pipeline majeur, le pipeline Caño Limón-Coveñas long de 769 km qui transporte environ 20 % de la production pétrolière colombienne vers Puerto Coveñas, contre la guérilla de la région d'Arauca dans les collines de l'est des Andes et de la jungle amazonienne. Le nombre d'attaques contre les pipelines a commencé à décroitre significativement en 2002. En 2004, il y a eu seulement 17 attaques contre le pipeline Caño Limón–Puerto Coveñas, alors qu'il y en eut 170 en 2001. Toutefois, une attaque à l'explosif en février 2005 causa la mise hors service du pipeline durant plusieurs semaines et des attaques contre le réseau électrique approvisionnant en énergie le champ de Caño Limón ont continué. De nouveaux projets d'oléoduc avec le Brésil et le Venezuela sont à l'étude. De plus, les liens commerciaux transfrontaliers entre la Colombie et le Venezuela furent solidifiés en juillet 2004 avec un accord de 320 millions de dollars pour construire un gazoduc entre les deux pays.